# Crassula orbicularis
Crassula orbicularis är en fetbladsväxtart som beskrevs av Carl von Linné. Crassula orbicularis ingår i släktet krassulor, och familjen fetbladsväxter. Utöver nominatformen finns också underarten C. o. rosularis.

## Bildgalleri

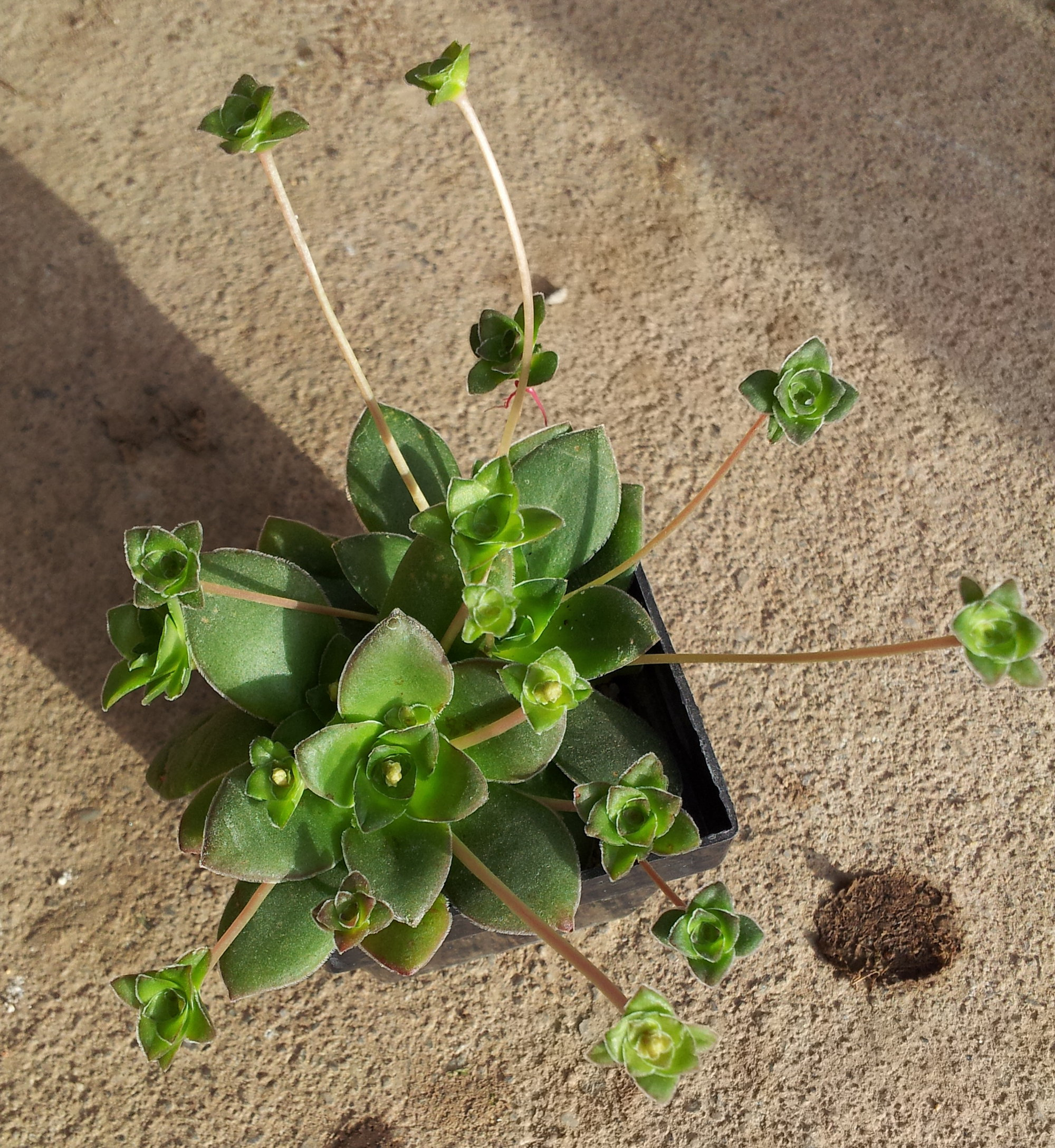
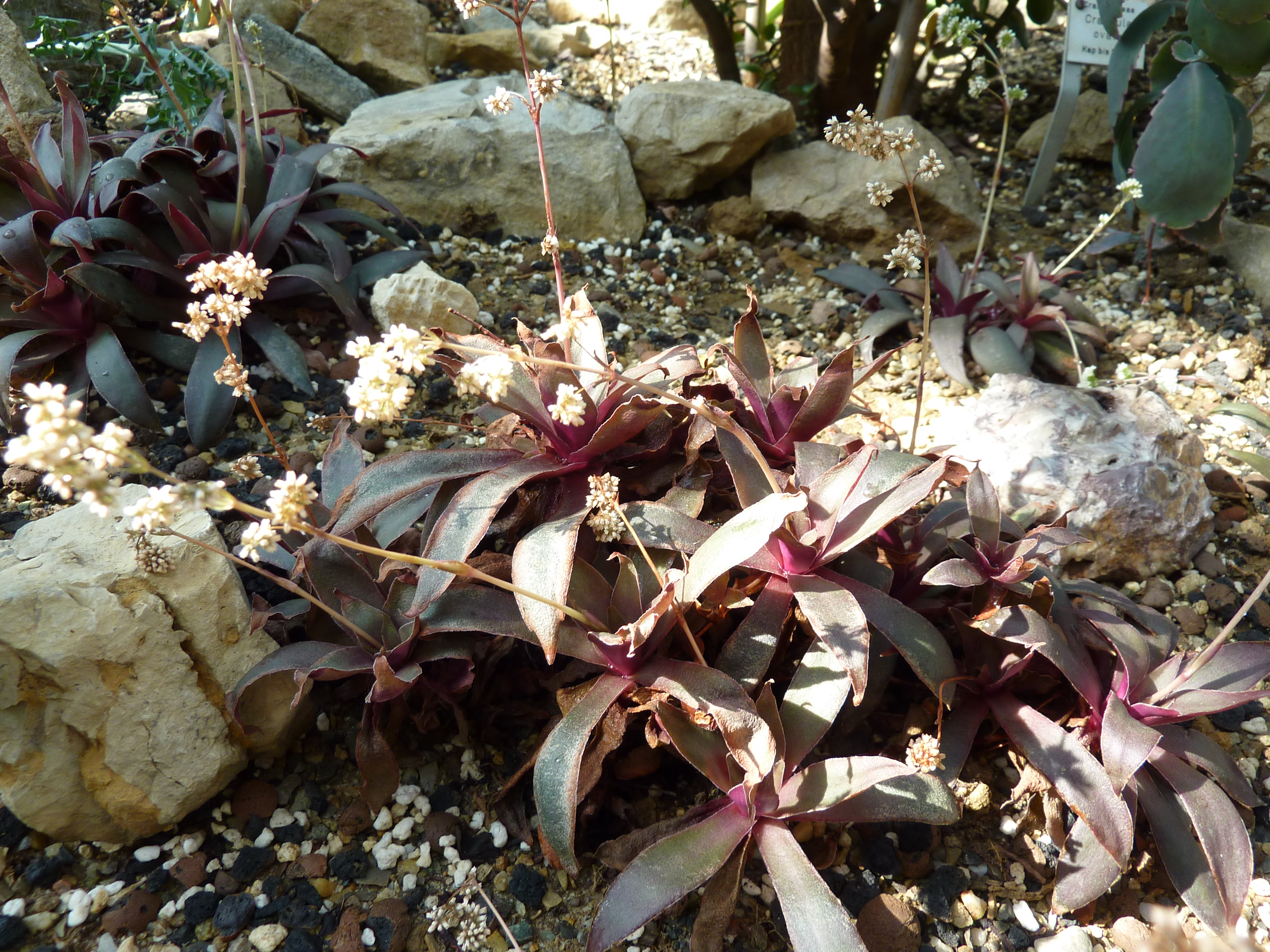
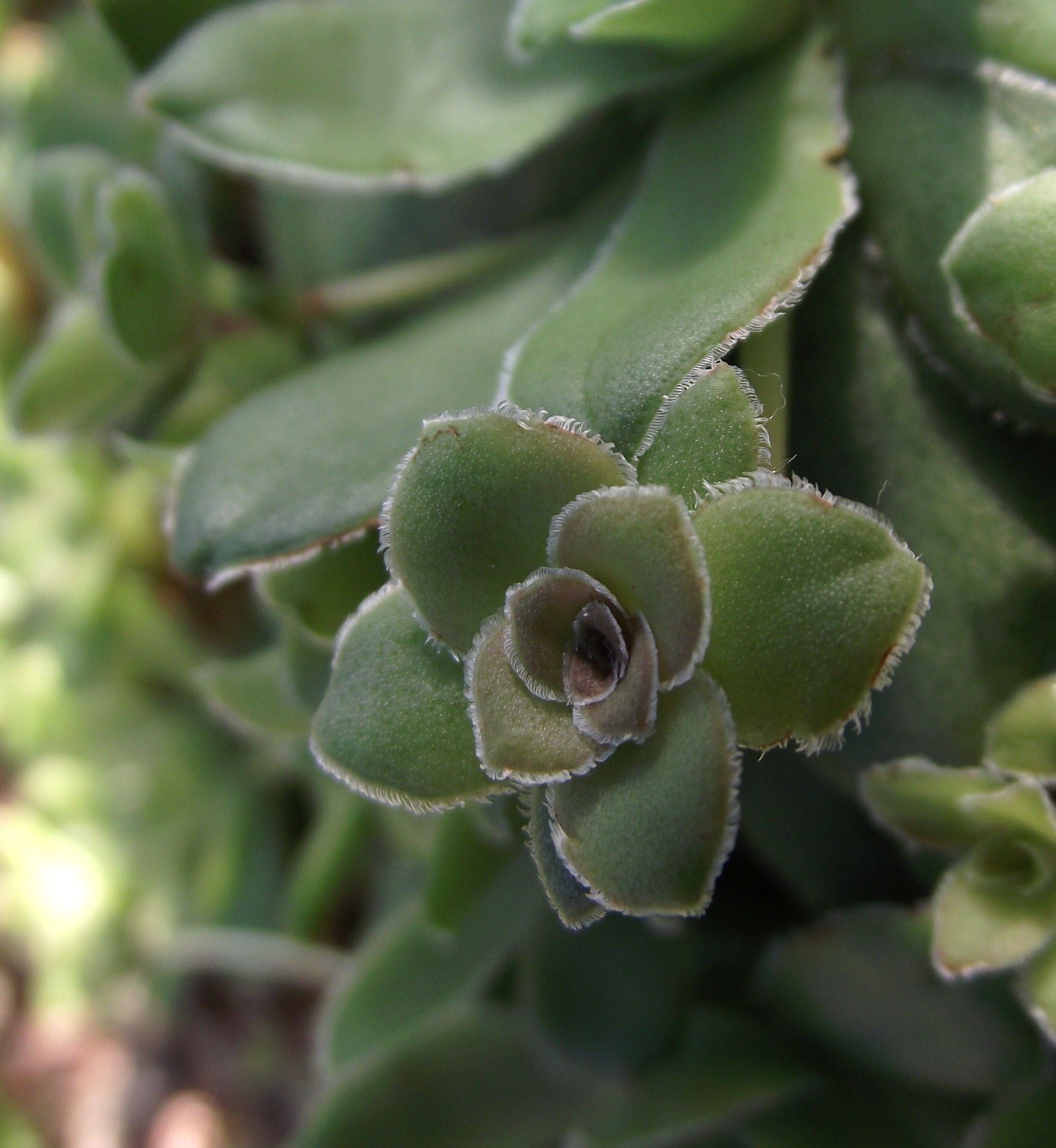
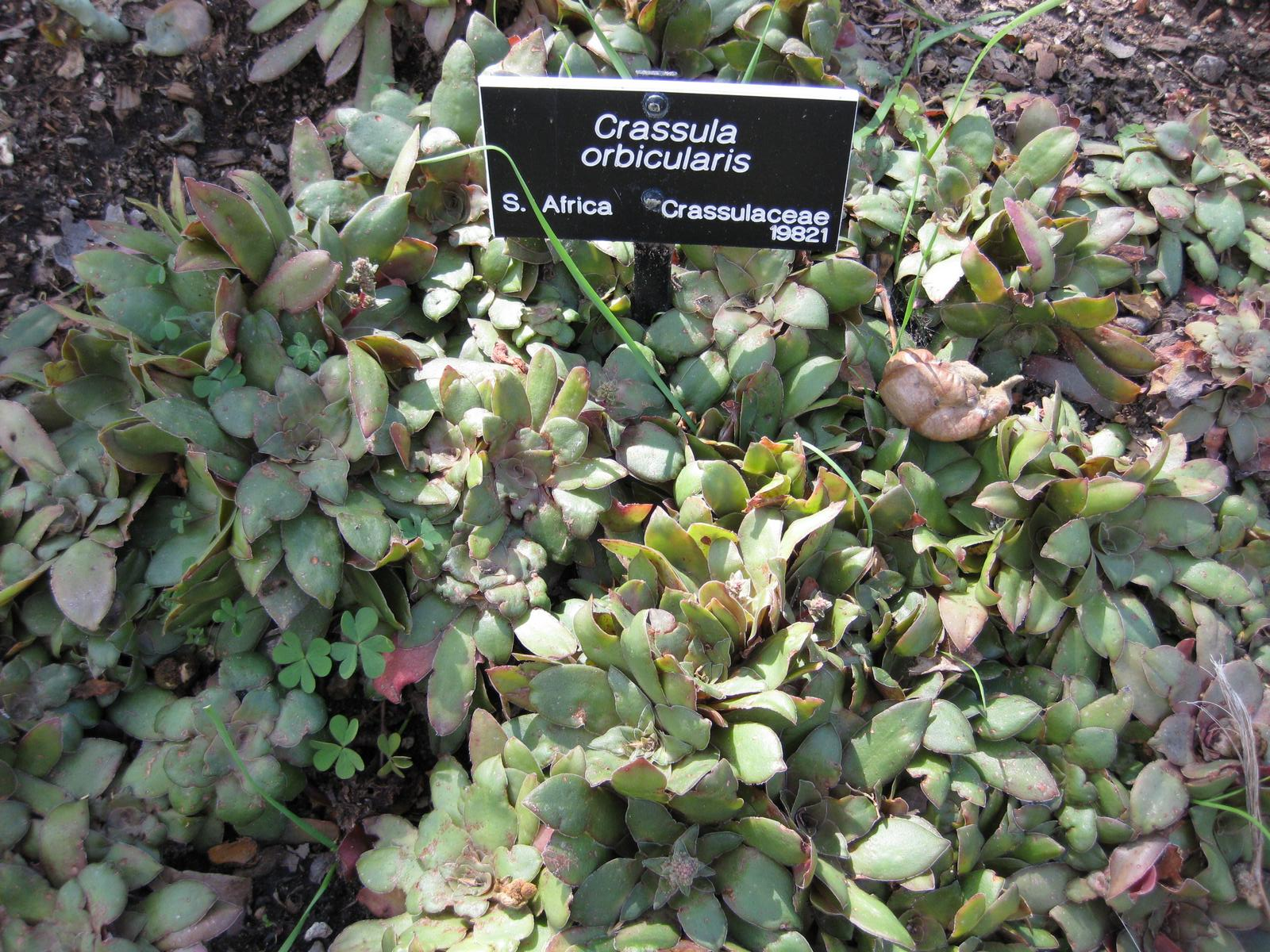
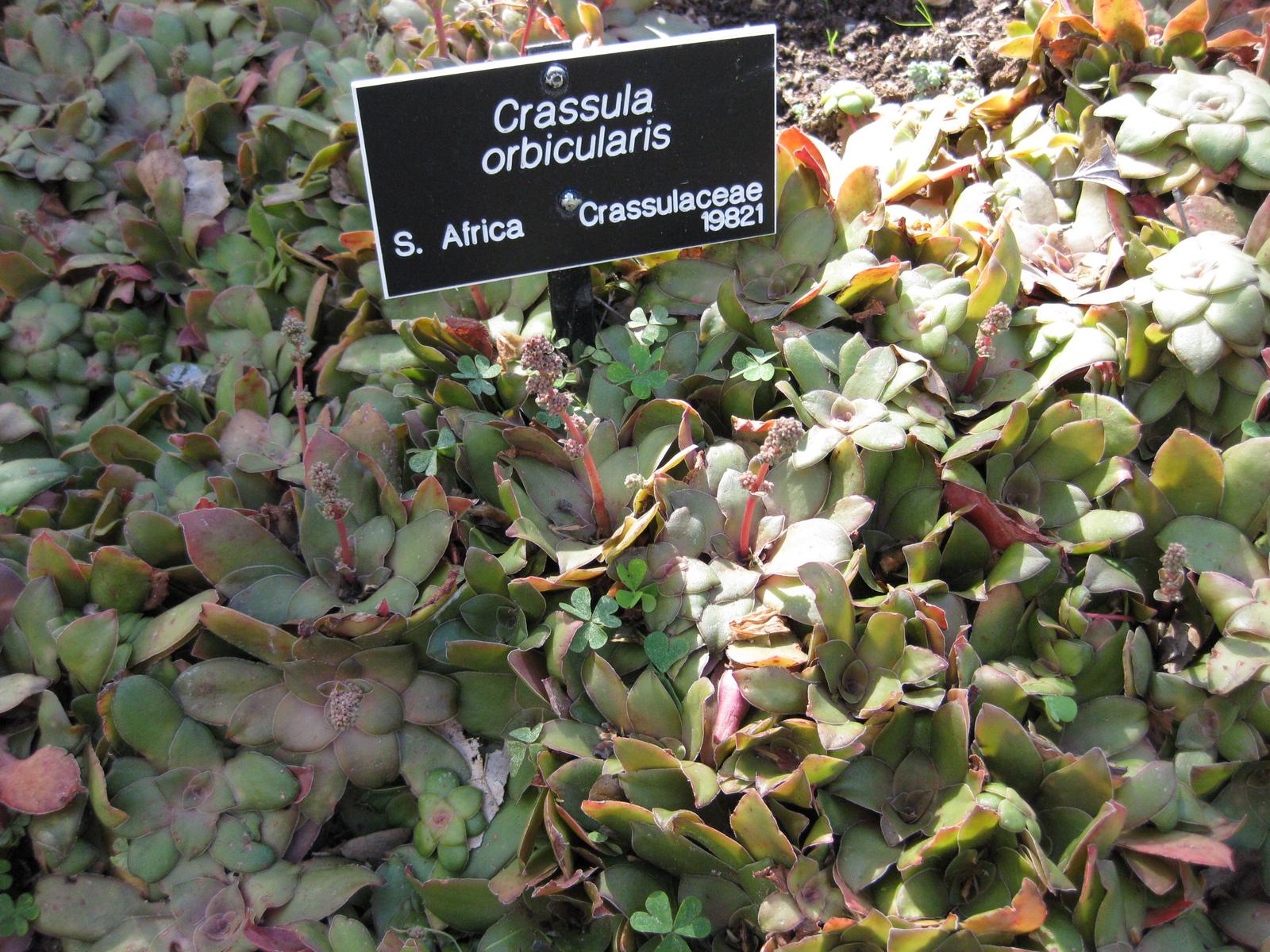